# Вилхелм Лист
Зигмунд Вилхелм Лист (на немски: Siegmund Wilhelm List) е немски офицер от Първата световна война и фелдмаршал по време на Втората световна война. В началото на войната командва 14-а армия, разположена в Словакия.

## Биография

### Ранен живот и Първа световна война (1914 – 1918)
Лист е роден в Оберкирхберг, близо до Улм, провинция Вюртемберг на Германската империя през 1880 г. През 1898 г. постъпва в баварската армия като кадет. През 1900 г. е повишен до лейтенант, а през 1913 г. става част от Генералния щаб с ранг хауптман. Служи като щабен офицер по време на Първата световна война.

#### Междувоенен период
След войната Лист остава в Райхсвера, като повечето му назначения са административни. През 1927 г. е повишен до ранг полковник, през 1930 г. до генерал-майор, а през 1932 г. до генерал-лейтенант. През 1938 г., след анексирането на Австрия, той е отговорен за интегрирането на австрийската армия към Вермахта.

### Втора световна война (1939 – 1945)
През 1939 г. Лист командва 14-а армия по време нападението на Полша. Между 1939 и 1941 г. командва 12-а армия по време на нападението на Франция и Гърция. През 1941 г. е главнокомандващ на югоизточния сектор. През юли 1942 г. е главнокомандващ на група армии „А“ на Източния фронт в Съветския съюз.

#### Полша, 1939 г.
Задачата на Лист е да напредне с армиите под негово командване в южна Полша и да формира най-външния южен фронт на маньовъра, целящ обкръжение на полската армия в района на Варшава. Той изпълнява възложената му задача и на 17 септември 1939 г. войските му се свързват с предните части на германския 19-и танков корпус, командван от генерал Хайнц Гудериан, на юг от Брест-Литовск.
След приключването на боевете в Полша, ускорено от окупацията на източните части на страната от съветските войски (заложено в Пакта Рибентроп-Молотов), Лист и армията под негово командване остават като окупационна част. В края на кампанията той е повишен до фелдмаршал.
В началото на 1941 г. германските войски се прехвърлят към източната граница на Третия райх, в подготовка на операция Барбароса – нападението на Съветския съюз. Върховно командване на Вермахта смята, че преди началото на тази операция трябва да се елиминира евентуална офанзива от Гърция, посредством окупиране на страната – операция Марита. На фелдмаршал Лист е поверено провеждането на преговори с Генералния щаб на Българската армия. Подписано е тайно споразумение, позволяващо свободното преминаване на германски войски през територията на България. В нощта на 28 февруари 1941 г. германски войски, включително 12-а армия на Лист, заемат позиции в България, която на следващия ден се присъединява към Тристранния пакт.

#### Гърция, 1941 г.
Нападението на Гърция и Югославия започва на 6 април 1941 г. 12-а армия, командвана от Лист, се състои от четири бронетанкови и единайсет моторизирани пехотни дивизии и превъзхожда във всяко отношение защитните формации. Белград е окупиран на 13 април, Атина – на 27 април. Битките на Балканите приключват с евакуацията на британските части на 28 април 1941 г.

#### Кавказка кампания и уволнение, 1942 г.
В началото на юли 1942 г., Лист поема командването на група армии „А“, формирана при разделянето на група армии „Юг“, по време на лятната офанзива – операция Блау. Заповядано му е да превземе Ростов, да напредне към Кавказ (до Баку) и да овладее богатите на петрол райони. Германските части напредват добре в рамките на два месеца и почти достигат Грозни, приблизително 650 км от Ростов.
Към края на август настъплението спира, основно поради силен недостатък на гориво и амуниции, тъй като групата армии изпреварва значително продоволствените линии. Също така руската съпротива нараства, а в средата на август голяма част от бойните формации на Луфтвафе са прехвърлени на север в подкрепа на 6-а армия по време на битката при Сталинград.
Хитлер е ядосан от спирането на настъплението. На 9 септември, когато Лист предлага прехвърлянето на някои авангардни части към задни позиции за унищожаването на упоритата руска съпротива, Хитлер го освобождава от командването и назначава себе си за главнокомандващ на група армии „А“. Лист прекарва останалата част от войната в дома си и не се завръща повече на активна военна служба.

#### Пленяване и съд
Лист е пленен от Съюзниците и е обвинен във военни престъпления и престъпления срещу човечеството по време на процесите в Нюрнберг. Осъден е на доживотен затвор през февруари 1948 г. Освободен е през декември 1952 г. поради здравословни проблеми, но живее още 19 години. Умира на 17 август 1971 г.